# 임계점 (수학)
수학에서 임계점(臨界點, 영어: critical point) 또는 정류점(定流點) 또는 정상점(定常點)은 함수의 도함수가 0이 되는 점이다. 극대점이나 극소점, 또는 안장점으로 분류된다.

## 정의
매끄러운 다양체 {\displaystyle M} 위의 1차 미분 가능 실함수 {\displaystyle f\colon M\to \mathbb {R} }의 임계점은 다음이 성립하는 점 {\displaystyle x_{0}\in M}이다. 임의의 좌표계 {\displaystyle \{x^{i}\}}에서,
{\displaystyle \left|{\frac {\partial f}{\partial x^{i}}}\right|_{x_{0}}=0}
이 경우, 값 {\displaystyle f(x_{0})}를 임계값(영어: critical value)이라고 한다.

## 분류
리만 다양체 {\displaystyle (M,g)} 위의 2차 미분 가능 실함수 {\displaystyle f\colon M\to \mathbb {R} }의 임계점 {\displaystyle x_{0}\in M}들은 그 헤세 행렬
{\displaystyle (Hf|_{x_{0}})_{ij}=\nabla _{i}\partial _{j}f}
에 따라서 다음과 같이 분류된다.
- 만약 헤세 행렬이 양의 준정부호라면 (모든 고윳값이 음수가 아니라면), {\displaystyle x_{0}}는 극대점이다.
  - 만약 헤세 행렬이 양의 정부호라면 (모든 고윳값이 양수라면), {\displaystyle x_{0}}는 엄격한 극대점(영어: strict local maximum)이다.
- 만약 헤세 행렬이 음의 정부호라면 (모든 고윳값이 양수가 아니라면), {\displaystyle x_{0}}는 극소점이다.
  - 만약 헤세 행렬이 양의 정부호라면 (모든 고윳값이 음수라면), {\displaystyle x_{0}}는 엄격한 극소점(영어: strict local minimum)이다.
- 만약 헤세 행렬이 둘 다 아니라면, {\displaystyle x_{0}}는 안장점이다.

## 페르마의 임계점 정리
페르마의 임계점 정리(영어: Fermat’s theorem on critical points)에 따르면, 연속함수 {\displaystyle f\to M}의 최대점 또는 최소점 {\displaystyle x_{0}\in M}이 존재한다면, 다음 둘 가운데 하나가 성립한다.
1. {\displaystyle f}는 {\displaystyle x_{0}}에서 미분 불가능하다.
2. {\displaystyle f}는 {\displaystyle x_{0}}에서 미분 가능하며, 임계점을 이룬다.

## 같이 보기
- 모스 이론